# VfL Neuhofen
Die Vfl Neuhofen ist ein Sportverein mit Sitz in der Gemeinde Neuhofen im Rhein-Pfalz-Kreis in Rheinland-Pfalz.

## Geschichte
Im Jahr 1951 schlossen sich die TG Neuhofen (gegründet 1891), und die Fußballvereine Viktoria 06 Neuhofen und Vorwärts Neuhofen (gegründet 1925) zum VfL Neuhofen zusammen.
Der Verein hat 2020 die Abteilungen Aikido, Fußball, Leichtathletik, Tischtennis und Turnen.
Die 1. Fußballmannschaft des Vereins spielte von 1953 bis 1956 in der 1. Amateurliga Südwest, der damals dritthöchsten Klasse. In der Saison  2019/20 spielt der VfL Neuhofen in der B-Klasse Rhein-Mittelhaardt Nord.

## Bekannte ehemalige Sportler
- Wolfgang Frombold
- Jürgen Goschler (* 1966), Deutscher Schülernationalspieler
- Manfred Kaltz